# Norges administrativa indelning
Norges administrativa indelning baseras på två nivåer – fylken och kommuner. 2024 fanns totalt 15 fylken och 356 kommuner.

## Fylken
Norges fylken, med undantag för Oslo,  administreras lokalt av var sin fylkeskommun. Denna är en offentlig, folkstyrd, myndighet som tillvaratar enskilda offentliga förvaltnings- och tjänsteproducerande uppgifter i ett fylke. Den motsvaras närmast av Sveriges regioner. Sedan finns i varje fylke en statsforvalter, tidigare kallad fylkesmann, en statlig myndighet med en chef som också kallas statsforvalter, som utövar statlig lokal myndighetsutövning, något som motsvarar länsstyrelser och landshövdingar i Sverige. Oslo är ett specialfall, där kommunen också är fylkeskommun och det är en gemensam statsforvalter för Oslo och Viken fylke.

## Kommuner
Fylkena delas i sin tur in i kommuner. 2020 fanns totalt 356 kommuner, varav de flesta hade färre än 5 000 invånare.